# Линия Айленд
Линия Айленд или Островная линия (Island Line, 港島綫) — одна из десяти линий Гонконгского метрополитена — самой оживлённой системы общественного транспорта города. Она пролегает вдоль северного побережья острова Гонконг от района Кеннеди-Таун (Сайвань) в округе Сентрал-энд-Вестерн до района Чхайвань в округе Истерн. Линия Айленд открылась 31 мая 1985 года, имеет длину 16,3 км (ширина колеи — 1432 мм), 17 станций, средняя продолжительность поездки — 34 минуты. На схематических картах MTR обозначается синим цветом. На всех станциях линии установлены платформенные раздвижные двери.

## История
В декабре 1980 года, после отклонения проекта расширения трамвая до Чхайваня, правительство Гонконга одобрило строительство 13-километровой линии Айленд. 31 мая 1985 года линия открылась для проезда шестивагонных поездов между станциями Адмиралтейство и Чхайвань.
23 мая 1986 года линия Айленд была расширена до станций Центральная и Сёнвань. Станции Центральная и Адмиралтейство стали пересадочными узлами на линию Чхюньвань. В рамках этого расширения поезда на линии были увеличены до восьми вагонов.
1 октября 1989 года благодаря открытию подводного туннеля Истерн-харбор-кроссинг линия Куньтхон достигла станции Куорри-Бей, которая стала пересадочной. Из-за возникшей перегруженности на Куорри-Бей в июле 1998 года стартовали работы по продолжению линии Куньтхон до станции Норт-Пойнт. 
27 сентября 2001 года Норт-Пойнт открылась в качестве новой пересадочной станции между линиями Куньтхон и Айленд. 4 августа 2002 года участок метро, проложенный под бухтой Виктория, был передан от линии Куньтхон к новой линии Чёнкуаньоу. В том же 2002 году MTR Corporation объявила о старте проекта по строительству линий Вест-Айленд и Саут-Айленд (власти утвердили только западный участок до района Кеннеди-Таун). Однако из-за общей дороговизны строительства, трудностей по расширению земель на северо-западном побережье острова Гонконг и отсутствия гарантий правительственных субсидий проект вскоре пришлось приостановить.  
В августе 2009 года строительство западного участка линии Айленд возобновилось. 28 декабря 2014 года с вводом в эксплуатацию нового участка линия была продлена от станции Сёнвань до станции Кеннеди-Таун. Однако открытие промежуточной станции Сайинпхунь задержалось и состоялось лишь 29 марта 2015 года.

## Маршрут
Линия Айленд представляет собой линию глубокого залегания, состоящую из цилиндрических туннелей. Лишь восточнее станции Саукэйвань линия перестаёт быть глубокой и в Ханфачхюнь выходит на поверхность. Затем она пролегает по виадуку, идущему вдоль Синтхай-роуд, через парк Чхайвань и Восточно-Островной транспортный коридор (Island Eastern Corridor) до станции Чхайвань. Почти вдоль всей линии Айленд на поверхности проходит линия гонконгского трамвая из Саукэйвань до Кеннеди-Тауна. Отчасти она служит резервной системой общественного транспорта на случай поломки линии метрополитена, но также привлекает многочисленных туристов. 

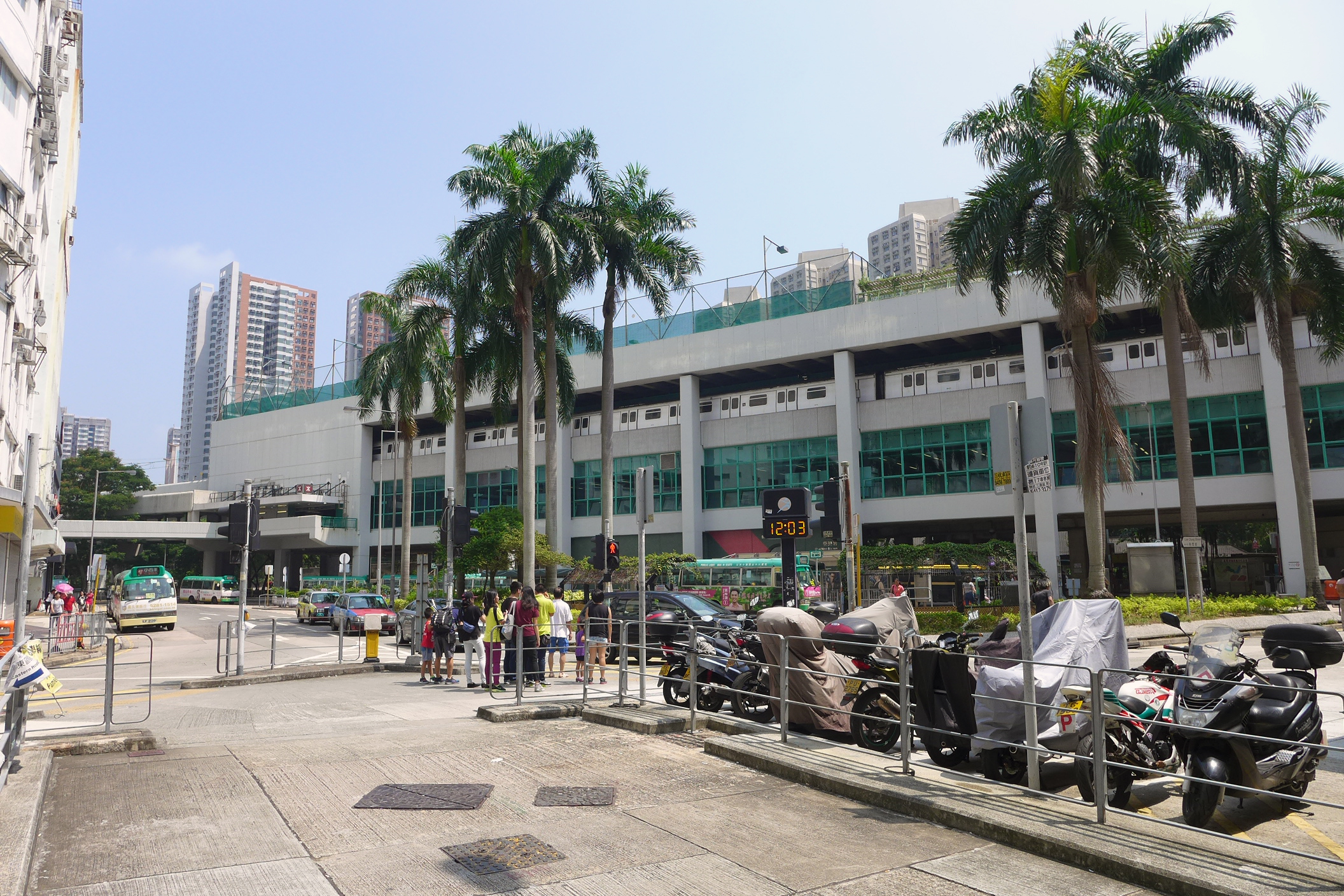
Станция Чхайвань
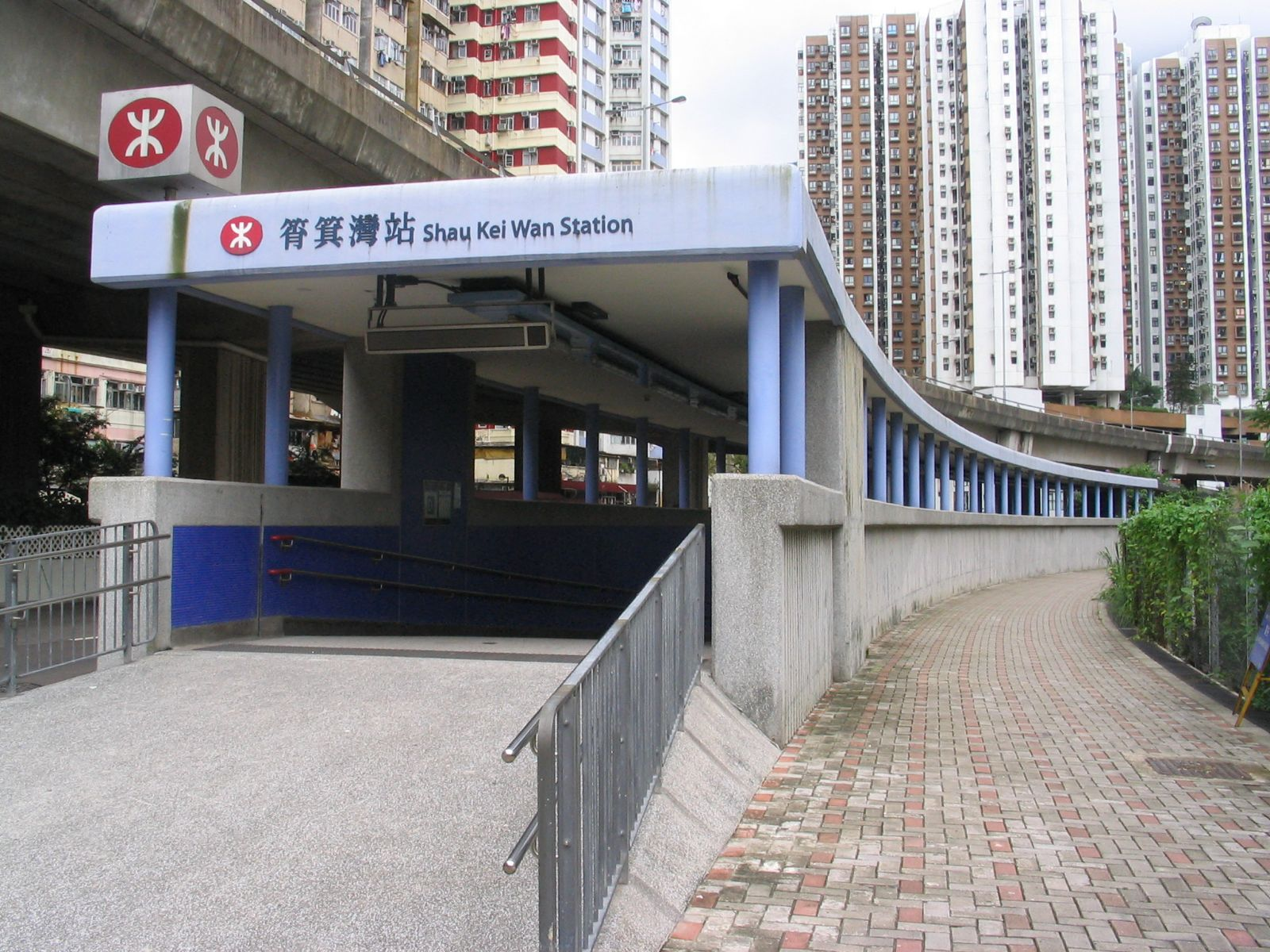
Станция Саукэйвань
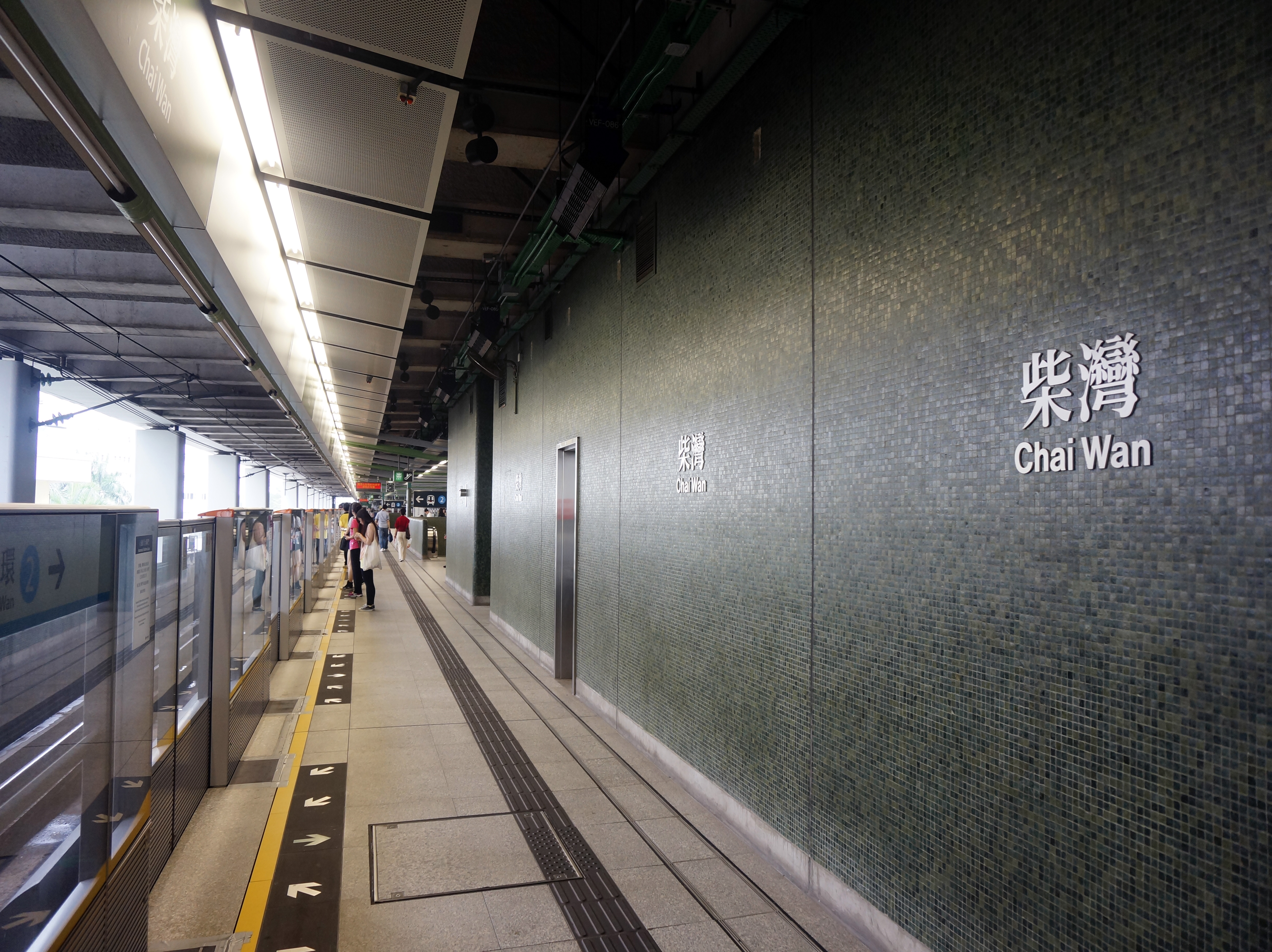
Станция Чхайвань
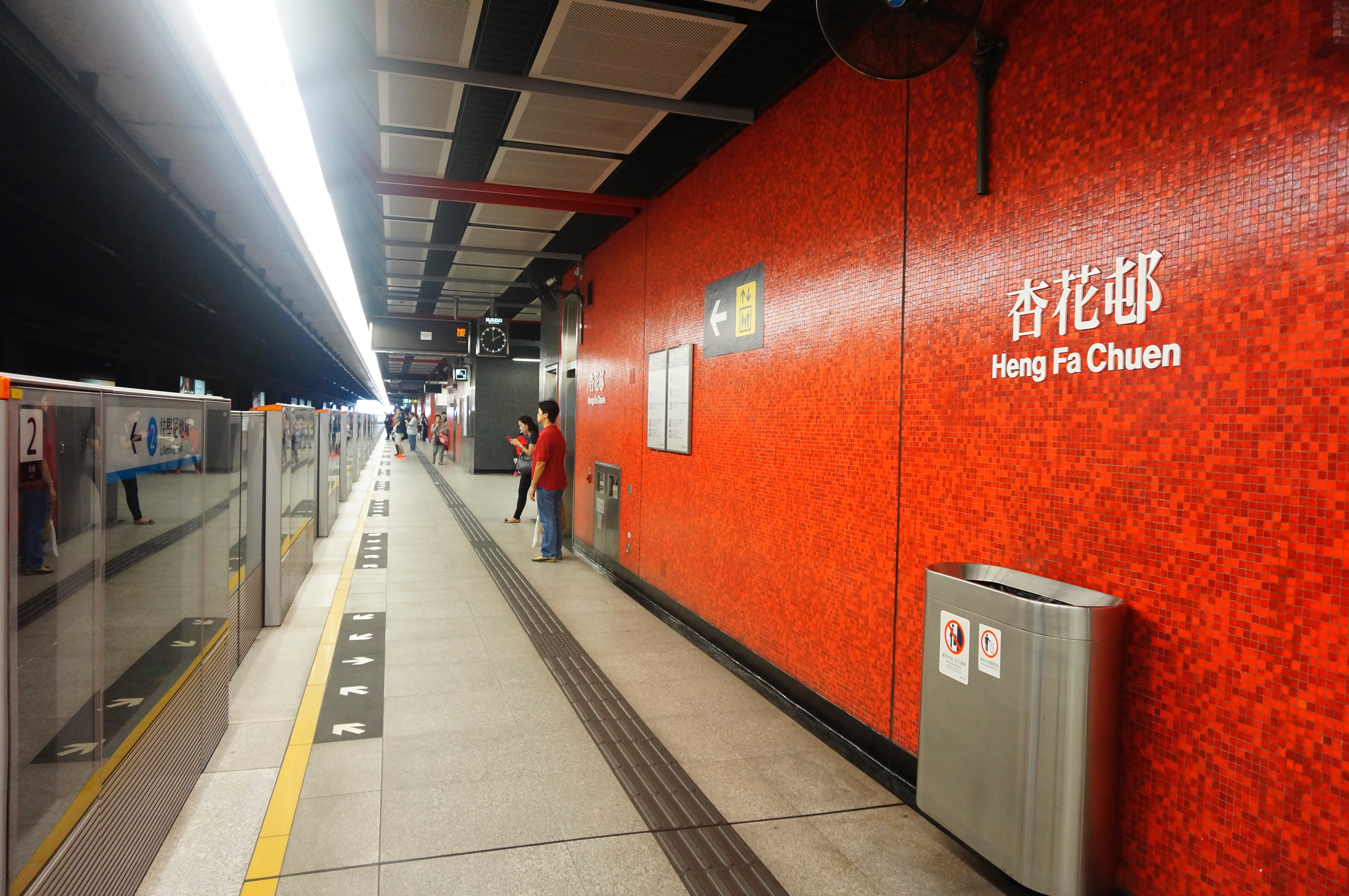
Станция Ханфачхюнь

## Станции
На станциях Центральная и Адмиралтейство можно пересесть на линию Чхюньвань, на станциях Норт-Пойнт и Куорри-Бей — на линию Чёнкуаньоу. Кроме того, станция Центральная соединена переходами со станцией Гонконг, на которой можно сесть на поезда линий Тунчхун и Аэропорт-Экспресс. Из-за глубокого залегания линии большинство подземных станций имеют изогнутые стены платформ. Станции Саукэйвань, Адмиралтейство, Центральная и Кеннеди-Таун построены открытым методом cut-and-cover (поверх вырытого туннеля делается перекрытие с системой поддержки, способной выдержать всё, что находится над туннелем, включая улицы и строения). Станция Тхайку представляет собой самостоятельную большую трубу, содержащую зал и платформы, станции Сайинпхунь и HKU — бетонные коробки, подобные трубе, но более плоские.
Поскольку часть станций, построенных под наземными дорогами, имеют изогнутые контуры, между платформами и поездами образовались значительные зазоры. Несколько станций имеют относительно прямые платформы (в том числе Кеннеди-Таун, Гонконгский университет, Сайинпхунь, Норт-Пойнт, Куорри-Бей, Тхайку, Ханфачхюнь и Чхайвань).
На всех станциях линии Айленд, за исключением надземных Ханфачхюнь и Чхайвань, есть свои китайские названия, выполненные китайской каллиграфией как часть цветового оформления станции. Иероглифы выполнены крупным шрифтом, чтобы облегчить психологический эффект, возникающий от узких и местами изогнутых платформ.
Из-за географических и геологических особенностей платформы станций Ваньчай, Козуэй-Бей, Тхиньхау и Сайваньхо расположены на разных уровнях. Кроме того, на этих станциях залы отделены от платформ и соединены между собой системой эскалаторов и переходов.       
| №  | Название                                | Местоположение                                       | Открытие             | Пересадка на линии                     |
| -- | --------------------------------------- | ---------------------------------------------------- | -------------------- | -------------------------------------- |
| 1  | Кеннеди-Таун (Kennedy Town, 堅尼地城)   | Кеннеди-Таун, Сайвань (Центральный и Западный округ) | 28 декабря 2014 года |                                        |
| 2  | Гонконгский университет (HKU, 香港大學) | Сэктхончёй, Сайвань (Центральный и Западный округ)   | 28 декабря 2014 года |                                        |
| 3  | Сайинпхунь (Sai Ying Pun, 西營盤)       | Сайинпхунь, Сайвань (Центральный и Западный округ)   | 29 марта 2015 года   |                                        |
| 4  | Сёнвань (Sheung Wan, 上環)              | Сёнвань (Центральный и Западный округ)               | 23 мая 1986 года     |                                        |
| 5  | Центральная (Central, 中環)             | Центральный (Центральный и Западный округ)           | 12 февраля 1980 года | Чхюньвань, Тунчхун и Аэропорт-Экспресс |
| 6  | Адмиралтейство (Admiralty, 金鐘)        | Адмиралтейство (Центральный и Западный округ)        | 12 февраля 1980 года | Чхюньвань                              |
| 7  | Ваньчай (Wan Chai, 灣仔)                | Ваньчай (округ Ваньчай)                              | 31 мая 1985 года     |                                        |
| 8  | Козуэй-Бей (Causeway Bay, 銅鑼灣)       | Козуэй-Бей (округ Ваньчай)                           | 31 мая 1985 года     |                                        |
| 9  | Тхиньхау (Tin Hau, 天后)                | Козуэй-Бей (округ Ваньчай)                           | 31 мая 1985 года     |                                        |
| 10 | Фортресс-Хилл (Fortress Hill, 炮台山)   | Фортресс-Хилл, Норт-Пойнт (Восточный округ)          | 31 мая 1985 года     |                                        |
| 11 | Норт-Пойнт (North Point, 北角)          | Норт-Пойнт (Восточный округ)                         | 31 мая 1985 года     | Чёнкуаньоу                             |
| 12 | Куорри-Бей (Quarry Bay, 鰂魚涌)         | Куорри-Бей (Восточный округ)                         | 31 мая 1985 года     | Чёнкуаньоу                             |
| 13 | Тхайку (Tai Koo, 太古)                  | Тхайкусин, Куорри-Бей (Восточный округ)              | 31 мая 1985 года     |                                        |
| 14 | Сайваньхо (Sai Wan Ho, 西灣河站)        | Сайваньхо (Восточный округ)                          | 31 мая 1985 года     |                                        |
| 15 | Саукэйвань (Shau Kei Wan, 筲箕灣)       | Саукэйвань (Восточный округ)                         | 31 мая 1985 года     |                                        |
| 16 | Ханфачхюнь (Heng Fa Chuen, 杏花邨)      | Ханфачхюнь, Чхайвань (Восточный округ)               | 31 мая 1985 года     |                                        |
| 17 | Чхайвань (Chai Wan, 柴灣)               | Чхайвань (Восточный округ)                           | 31 мая 1985 года     |                                        |

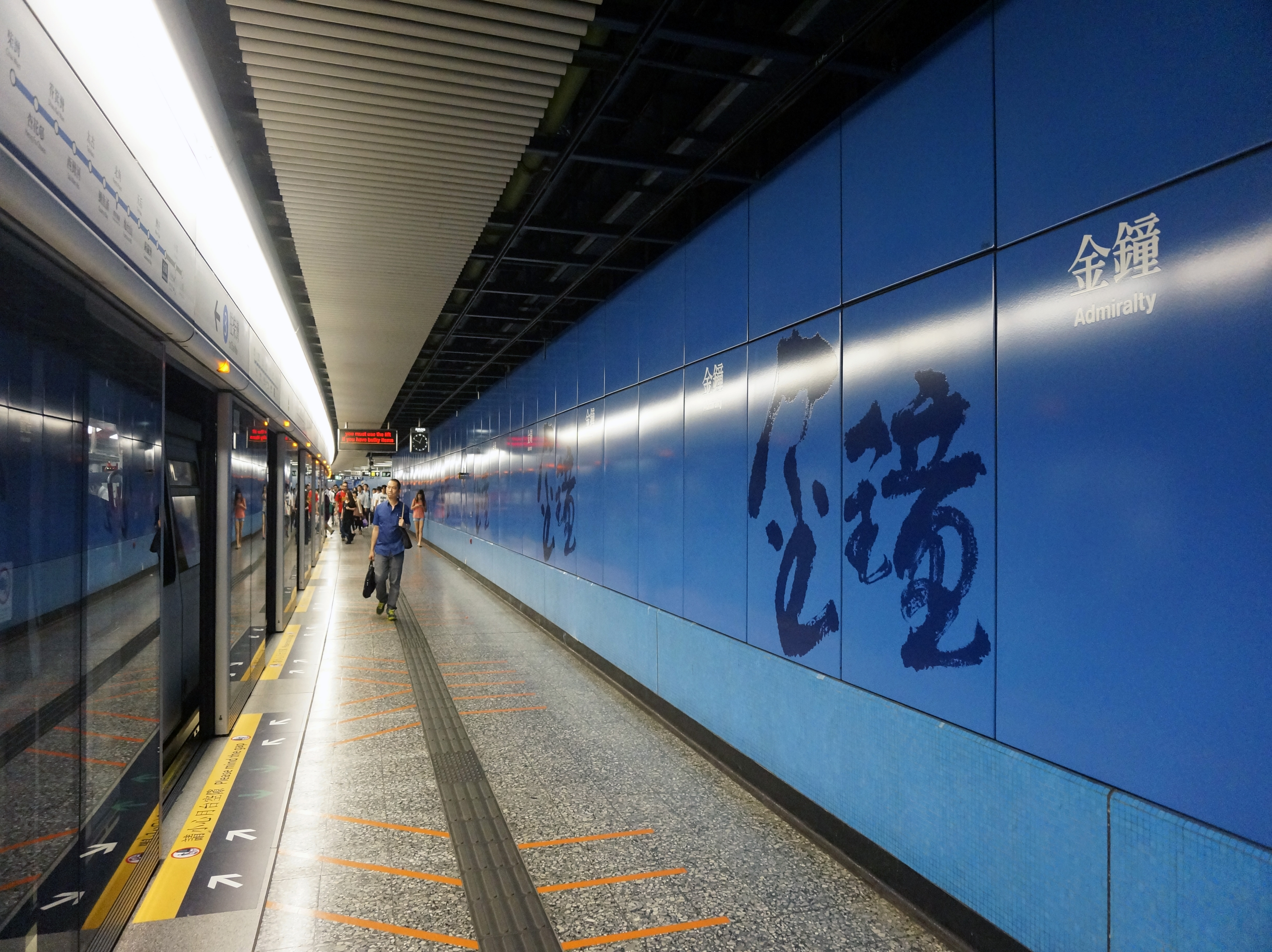
Станция Адмиралтейство
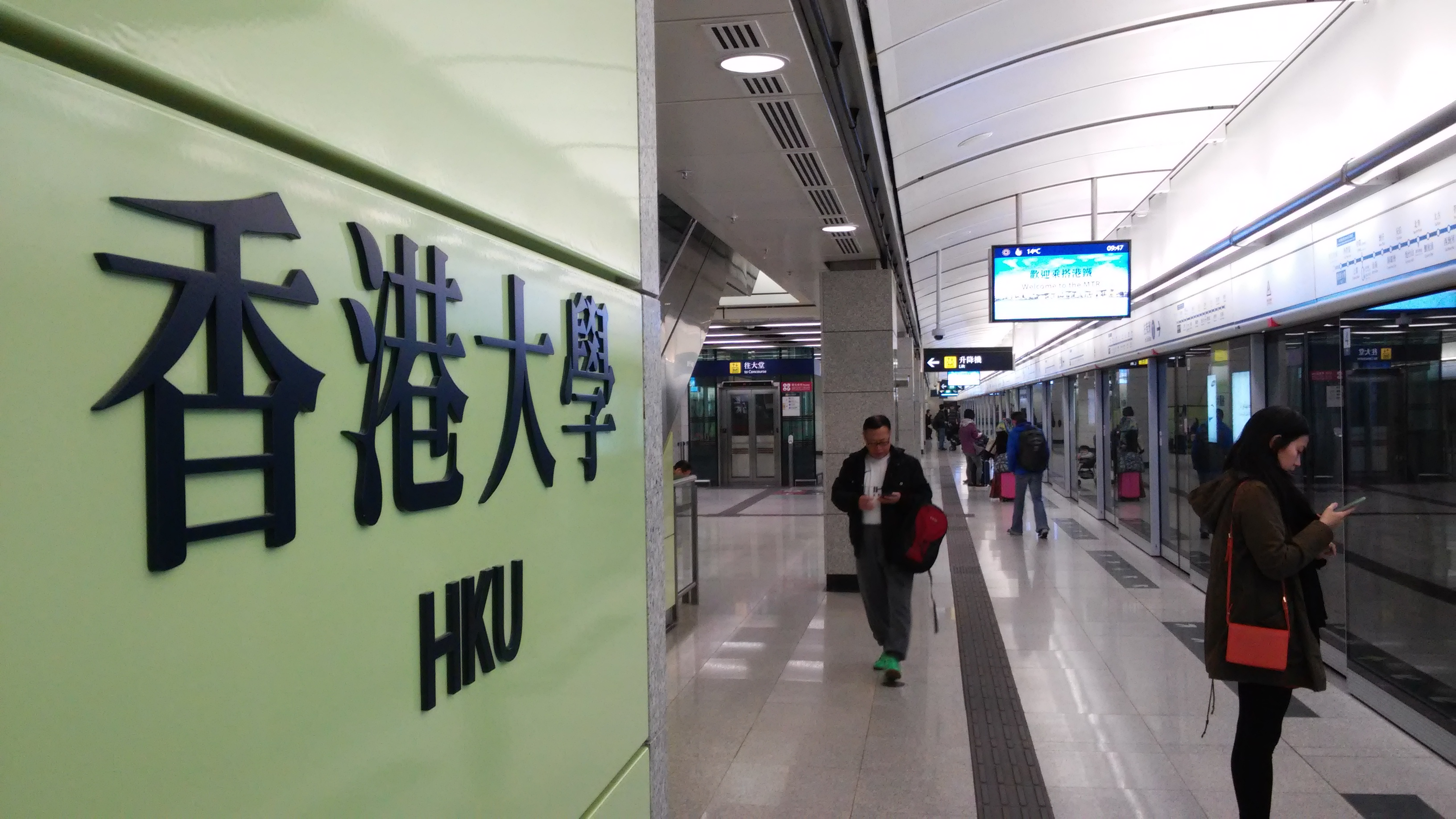
Станция HKU
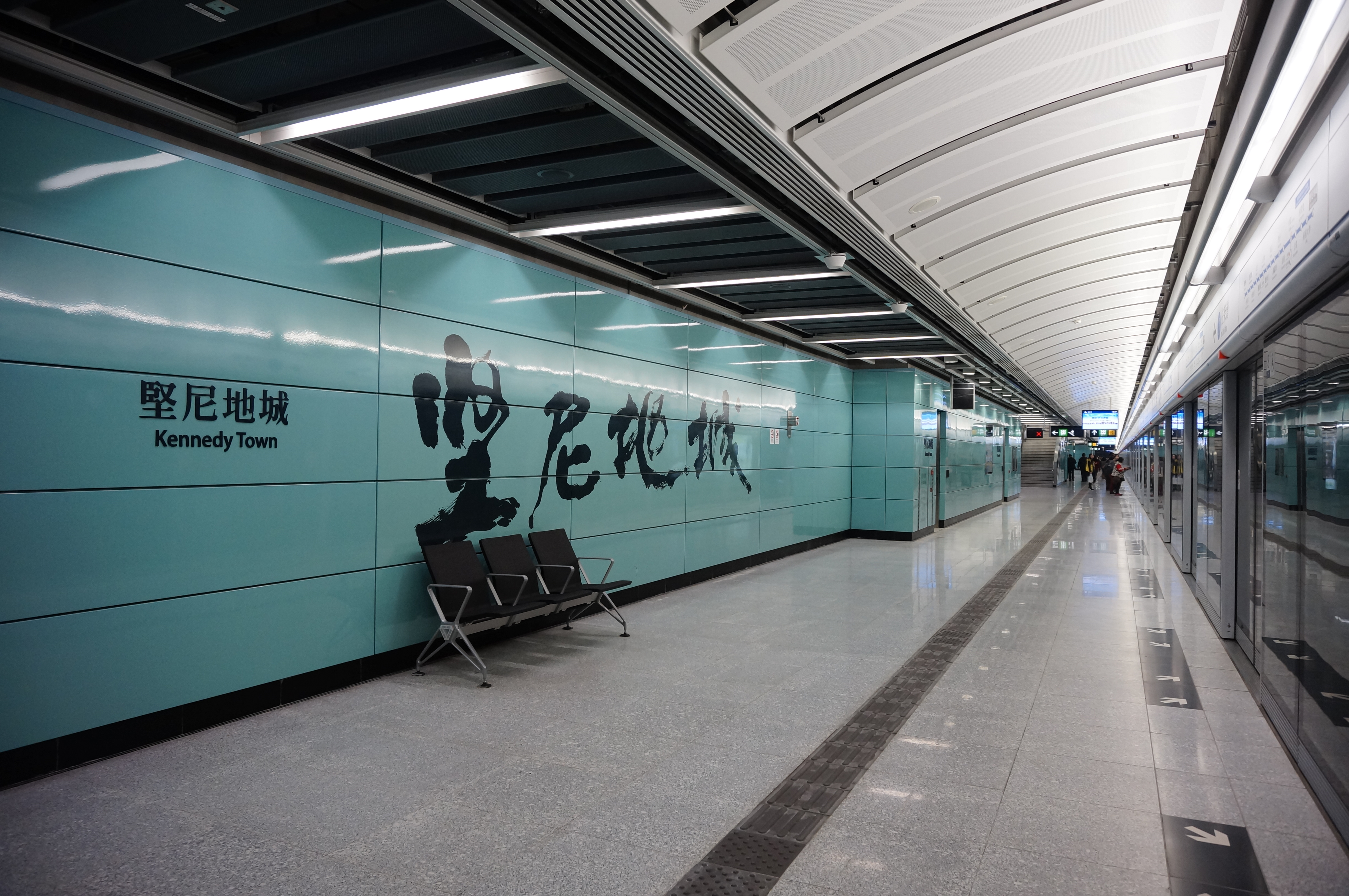
Станция Кеннеди-Таун
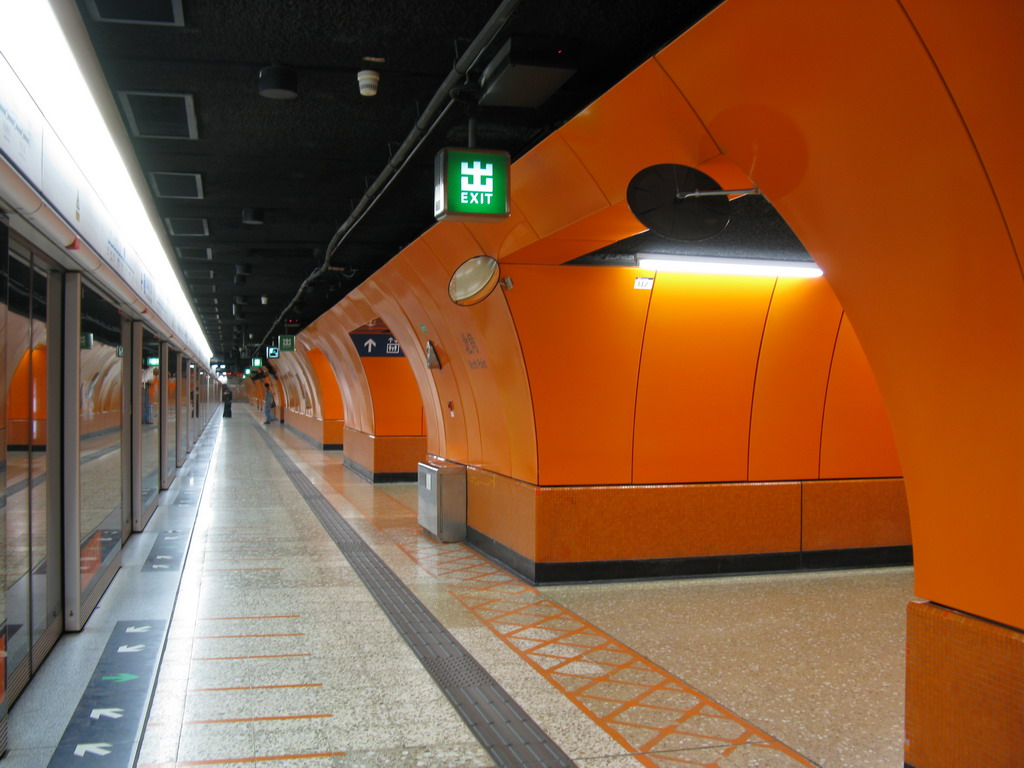
Станция Норт-Пойнт